# Китайская кухня
Блюда китайской кухни
Китайская кухня включает кухню регионов Китая, а также кулинарные традиции китайской диаспоры. История китайской кухни начинается с неолита, с течением времени в разных регионах появились собственные предпочтения в зависимости от климата и придворной моды. С течением времени в китайскую кухню были интегрированы иностранные ингредиенты и традиции приготовления пищи. Имеются специфические кулинарные особенности, характерные для людей разного социального класса и национальности. Наиболее известные блюда китайской кухни — утка по-пекински, димсам, жареный рис, столетнее яйцо, черепаховый суп.
Острую критику на Западе вызывает китайская традиция употребления в пищу собак и кошек. См. ниже 
Существуют так называемые восемь видов китайской кухни (кит. трад. 中国八大菜系, пиньинь zhōngguó bādà càixì, палл. чжунго бада цайси):
- сладкая кантонская, известная своими нежными и хрустящими блюдами,
- аньхойская[англ.],
- ароматная, сладкая и свежая фуцзяньская[англ.],
- масляная и разноцветная хунаньская[англ.],
- кухня цзянсу[англ.],
- необычная шаньдунская[англ.] — именно там готовят суп из акульих плавников и ласточкины гнёзда,
- острая и жирная сычуаньская известна сохранением исходных вкусов блюд и виртуозной работой ножом,
- чжэцзянская[англ.][2][3].

Известные разновидности кухни в китайской диаспоре — малайская кухня, американская китайская кухня, сингапурская, гонконгская, однако собственные разновидности имеются везде, где живут китайцы, например, пакистанская китайская кухня.

## История
Основная статья: История китайской кухни

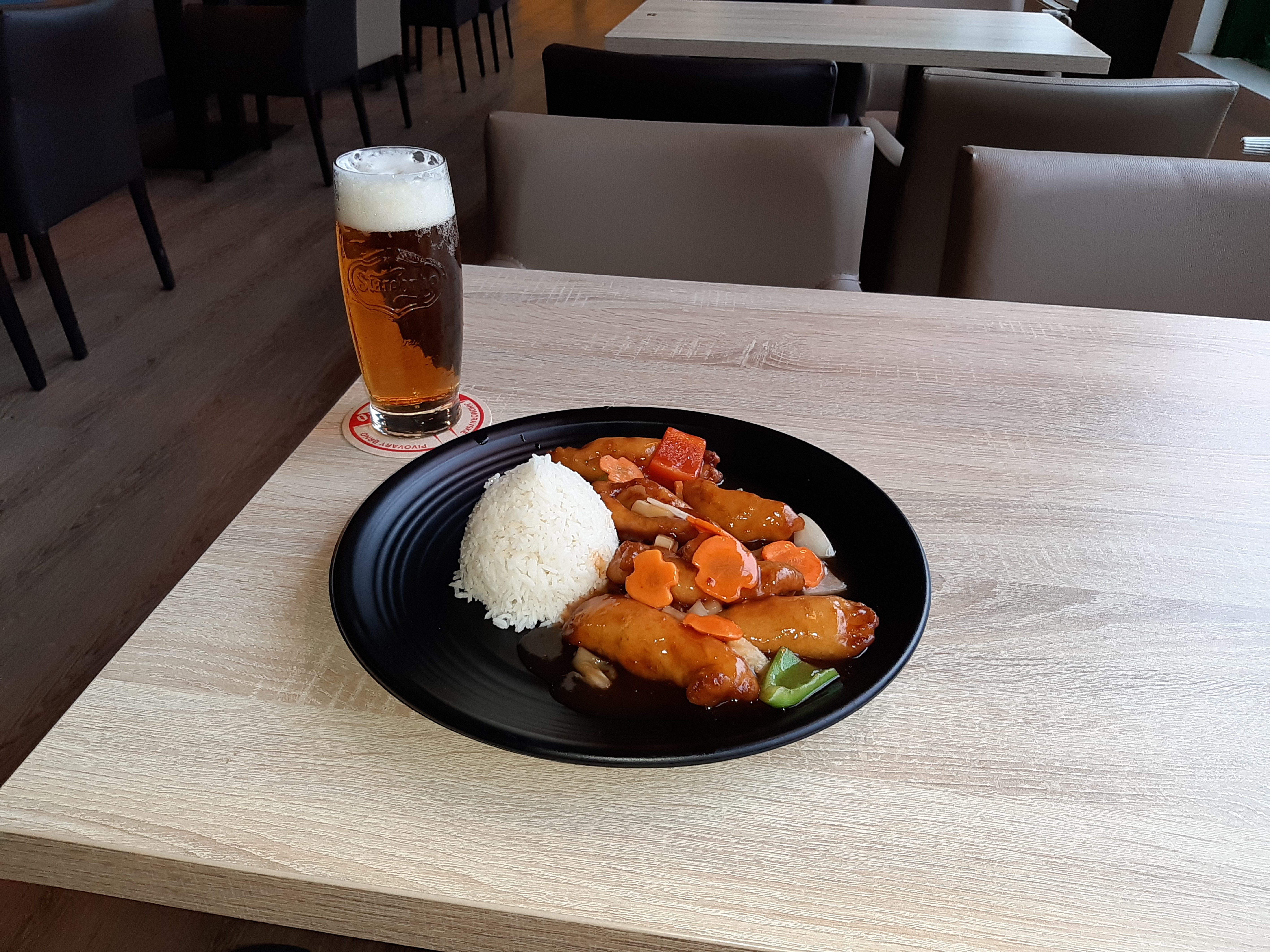
Кисло-сладкая курятина с рисом

Как и французы, китайцы ценят гастрономию и употребляют в пищу очень многие местные растения и животных. Тем не менее, основой рациона китайцев с начала земледелия являлись и являются зерновые, а мясо потребляется в относительно небольших количествах. Повара в Китае имели такой же статус, как и важные чиновники. Согласно легенде, основатель династии Шан назначил премьер-министром своего повара. В летописи «Цзо чжуань» сочетание ингредиентов в супе описывается как символ гармонии как таковой. Конфуций уподоблял хорошо приготовленное блюдо хорошо управляемому государству. Многие мыслители считали поваров достойными подражания, так как правитель должен хорошо кормить своих людей.
В древности кулинария строго регулировалась законами: к примеру, император мог есть как говядину, так и свинину, и баранину, а его министры только баранину. 
В ранний исторический период (династии Шан и Чжоу) уже были известны засолка, вяление, квашение и маринование мяса. Первыми зерновыми были просо (на севере) и рис (на юге), позже в пищу начали употреблять ячмень и пшеницу. Активно употребляли также фрукты — в желудке одной из жён У-ди обнаружено множество дынных семечек. 
От монголов китайцы заимствовали привычку к баранине, а также жарке на огне и тушению в горшочке.
При династии Суй китайцы употребляли говядину, баранину, свинину, лося, зайца, курятину, мясо фазана и куропатки, осетра, леща, карпа, черепаху, улиток, сельдерей, горчицу, бамбук, ряску, рдест, таро, бобовые, папоротник, лук-порей, корни камыша, арбуз, персики, сливы, дикий виноград, апельсины, дыни и зизифус.
Считается, что первая китайская кулинарная книга для простых людей была создана художником Ни Цзанем: там описывались методики приготовления моллюсков, курятины, грибов, пшеничной клейковины, алкогольных и безалкогольных напитков. Там находится, вероятно, первый известный рецепт сурими. Большинство рецептов просты, хотя есть несколько изысканных блюд.
Ко времени правления династий Мин и Цин региональная кухня стала общедоступной, а в целом кулинария стала похожа на современную.

## Региональные кухни
Понятие китайской кухни охватывает множество региональных кухонь, наиболее известные и влиятельные кухни регионов Кантон, Шаньдун, Цзянсу (особенно Хуайяна) и Сычуани. Они отличаются друг от друга по климатическим условиям, географии, истории и стилю жизни в этих регионах. 
В кухне Цзянсу активно используются тушение и тушение с обжаркой, в Сычуани предпочитают запекание.

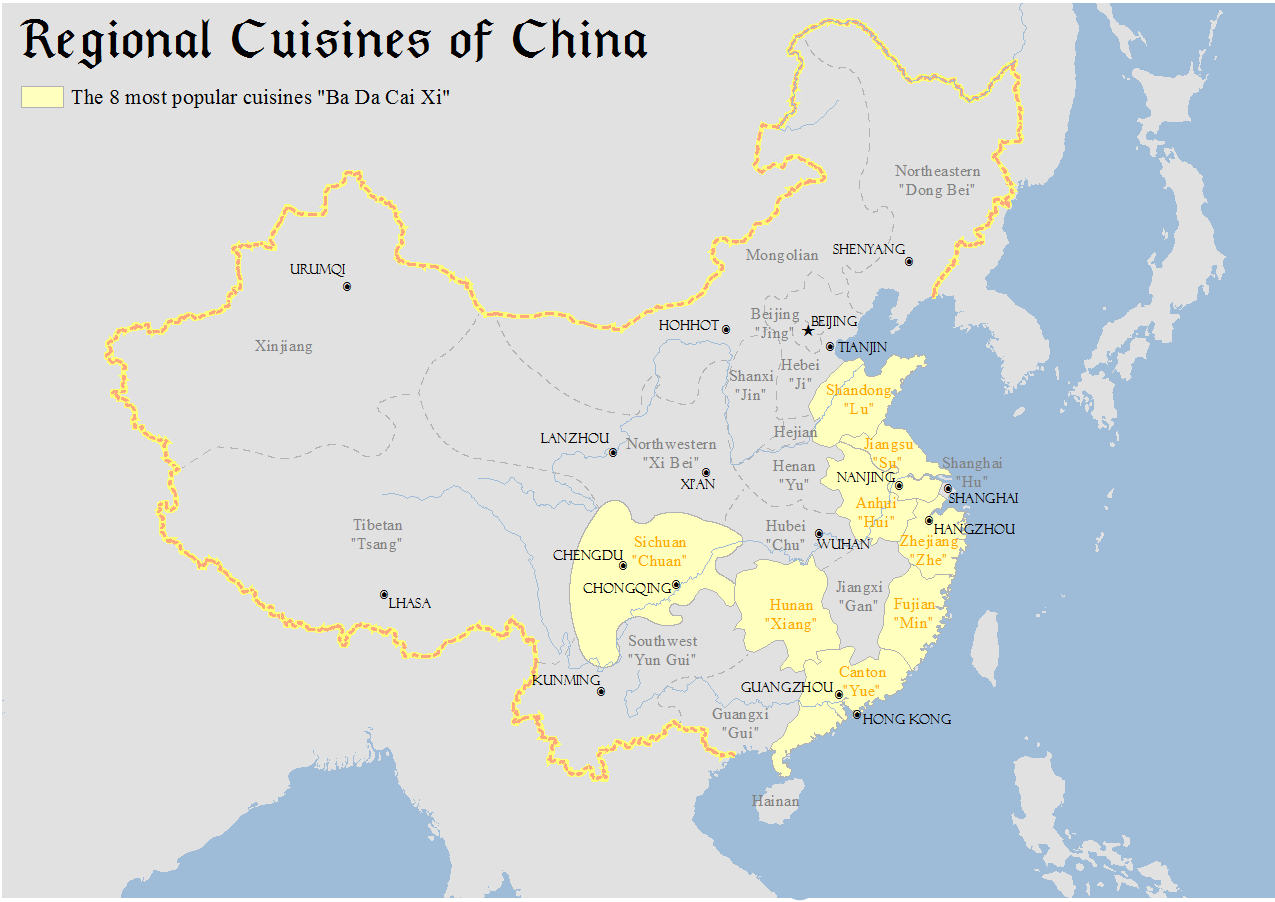
Карта расположения регионов «Восьми кухонь Китая»

Во многих традиционных региональных кухнях используются разнообразные методы консервирования: вяление, засолка, маринование, квашение.

### Кантон
Кантонская кухня очень популярна как в самом Китае, так и за его пределами. В Гуандуне принято употреблять в пищу почти все виды мяса, кроме козлятины и ягнятины (в том числе потроха змей и улиток).
Димсам — кантонский термин для лёгких закусок. Закуски готовятся небольшого размера, чтобы каждый мог попробовать множество разных видов. Среди разновидностей димсамов — пирожки из дайкона, ломайгай, ролл с рисовой лапшой, вареники типа цзяоцзы, обжаренные в раскалённом масле листовые овощи, каши, супы и так далее. Завтрак с чаем (ямча) обязательно включает димсамы.
|         |  |  |
| Димсамы |  |  |

### Кухня Сычуани
Сычуаньская кухня известна ярким вкусом, остротой и пряностью при широком употреблении чеснока и перца, а также вкусами местных перцев (сычуаньский и чаотяньцзяо), орехов, кунжутной пасты, женьшеня.
Со средневековья в Сычуани активно культивировались ближневосточные культуры — бобы, кунжут, грецкие орехи. С XVI века основные культуры Сычуани пополнились прибывавшими из Нового Света. Часто используемый перец чили прибыл из Мексики (посуху из Индии или речным путем из Макао), дополнив традиционный сычуаньский перец. Из Америки ввезены в значительной степени вытеснившая просо кукуруза, завезённые миссионерами картофель и батат. В войнах эпохи династии Мин и до времён династии Цин население Сычуани сократилось на 3/4, и местные кулинарные традиции дополнили переселенцы из соседней Хэнани.
В обиходе Сычуань известна как «райская страна» за изобилие еды и продуктов. Один из древнекитайских источников сообщает, что «люди Сычуани собирают хорошие урожаи, вкусы любят острые и пряные». Большинство сычуаньских блюд острые, хотя обычно еда включает и неострые блюда для остужения нёба. Сычуаньская кухня содержит 7 базовых вкусов: кислый, острый, жгучий, сладкий, горький, мясной и солёный. Сычуаньские блюда разделены на 5 разных категорий: торжественные обеды, званые обеды, популярная еда, домашняя еда, закуски. Смягчённые варианты блюд сычуаньской кухни являются главными в кухне американской диаспоры.
Кухню с упором на разнообразие и местные ингредиенты обусловила география Сычуани (горы, холмы, равнины и Сычуаньская впадина). Последняя богата рисом и овощами, тогда как высокогорья богаты травами, лесными и древесными грибами. Самым распространённым видом мяса является свинина. Из-за обилия волов чаще, чем в других регионах используется говядина. В качестве ингредиентов, помимо мяса, используются внутренние органы крупного рогатого скота: кишечник, артерии, голова, язык, кожа и печень. Крольчатина также более популярна в Сычуани, чем где-либо ещё - по подсчётам, 70 % крольчатины страны потребляют в Сычуаньской впадине и районе Чунцина. Йогурт, предположительно проникший из Индии через Тибет, употребляется в пищу со времён династии Хань. Для других частей страны этот продукт нехарактерен. Соль, добываемая в соляных источниках и колодцах Сычуани, в отличие от морской, не содержит йода, что до XX века приводило к заболеваниям щитовидной железы.
Блюда данной кухни зачастую содержат продукты, полученные путём маринования, соления и сушки. В консервированные продукты добавляют масло чили, что даёт им остроту.
Наиболее важная специя в сычуаньской кухне — сычуаньский перец, который имеет интенсивный ароматный, цитрусовый вкус и вызывает во рту ощущение онемения. Другие часто используемые специи в кухне Сычуани — чеснок, перец чили, имбирь и звездчатый анис. Сычуаньское тушёное мясо, самое известное из китайских тушёных мясных блюд, пришло из сычуаньской кухни и славится своим острым вкусом и ощущением онемения во рту. Паста из квашеных бобов чили доубаньцзян (кит. трад. 豆瓣醬, упр. 豆瓣酱) — вторая по важности приправа. Это важный компонент таких известных блюд, как мапо-доуфу и хуэйгожоу (дважды жареная свинина). Также там используется рыбный соус, а смеси специй гуавэй и мала завоевали популярность по всему Китаю.
Наиболее общеупотребимые методы готовки сычуаньской кухни — стир-фрай, пропаривание и тушение; полный список превышает 20 наименований.
| Русское                             | Традиционное китайское | Упрощённое китайское | Пиньинь                   | Описание |
| ----------------------------------- | ---------------------- | -------------------- | ------------------------- | --- |
| Муравьи взбираются на дерево        | 螞蟻上樹               | 蚂蚁上树             | mǎyǐ shàng shù            | Называется так, потому что кусочки мясного фарша, прилипшие к лапше, похожи на муравьёв, идущих по веткам |
| Цыплёнок бон-бон                    | 棒棒雞                 | 棒棒鸡               | bàngbàng jī               | |
| Свиные рёбрышки, тушёные с коньяком | 魔芋燒排骨             | 魔芋烧排骨           | móyù shāo páigǔ           | |
| Вонтоны с маслом чили               | 紅油抄手               | 红油抄手             | hóng yóu chāoshǒu         | |
| Дань-дань                           | 擔擔麵                 | 担担面               | dàndàn miàn               | Также известна как «острая лапша по-сычуаньски». |
| Маринованная рыба                   | 酸菜魚                 | 酸菜鱼               | suān cài yú               | |
| Острое рыбное филе                  | 香辣魚片               | 香辣鱼片             | xiāng là yú piàn          | |
| Кисло-сладкая лапша                 | 酸辣麵, 酸辣粉         | 酸辣面, 酸辣粉       | suān là miàn, suān là fěn | Обычно вегетарианское блюдо из лапши, в которую добавляют капусту, уксус, горячее масло и соевый соус. Имеет разные вкусы: кислый, сладкий, ароматный, пряный и солёный. Обычно подаётся на завтрак, но также является популярной уличной закуской в Сычуани, Юньнани, Хубэе. |
| Кисло-острый суп с лапшой           | 酸辣肉絲湯麵           | 酸辣肉丝汤面         | suān là ròu sī tāngmiàn   | Суп с лапшой, в который входят горчица, жареный фарш, лапша и бульон. |
| Говяжьи сухожилия гунбао            | 宮保牛筋               | 宫保牛筋             | gōngbǎo niú jīn           | |
| Гунбао                              | 宮保雞丁               | 宫保鸡丁             | gōngbǎo jīdīng            | Более известен как «цыплёнок гунбао». Мясо птицы может заменяться на говядину или баранину. |
| Мао Сюэ Ван                         | 毛血旺                 | 毛血旺               | máo xuě wàng              | Традиционное блюдо из Чунцина, приготовленное из свиной крови, рубца, утиной крови, ветчины и куриного желудка. В качестве приправы часто добавляют ростки фасоли, чили, сычуаньский перец горошком, кунжут и другие специи. |
| Мапо-доуфу                          | 麻婆豆腐               | 麻婆豆腐             | mápó dòufǔ                | |
| Фуци фэйпянь                        | 夫妻肺片               | 夫妻肺片             | fūqī fèipià               | |
| Нарезанная холодная куриная лапша   | 雞絲涼麵               | 鸡丝凉面             | jī sī liáng miàn          | |
| Свинина со вкусом рыбы              | 魚香肉絲               | 鱼香肉丝             | yúxiāng ròusī             | Буквально — «нарезанная свинина с рыбным ароматом» |
| Сычуаньский хого                    | 四川火鍋               | 四川火锅             | Sìchuān huǒguō            | |
| Фасоль-стир-фрай                    | 乾煸四季豆             | 干煸四季豆           | gān biān sìjì dòu         | Также известна как «фасоль по-сычуаньски» |
| Лацзыцзи                            | 辣子雞                 | 辣子鸡               | làzǐjī                    | Блюдо, состоящее из маринованных, а затем обжаренных во фритюре кусочков курицы, сушёных сычуаньских перцев чили, острой фасолевой пасты, сычуаньских перцев, чеснока и имбиря. |
| Чжанча-я                            | 樟茶鴨                 | 樟茶鸭               | zhāngchá yā               | |
| Жареный цыплёнок с тремя перцами    | 三椒煸雞               | 三椒煸鸡             | sān jiāo biān jī          | |
| Свинина, тушёная по-сычуаньски      | 回鍋肉                 | 回锅肉               | huíguōròu                 | Буквально — «мясо, вернувшееся в котёл»; известно также как «дважды приготовленное мясо». Сначала стейки из свиной грудинки тушатся в воде со специями (имбирь, гвоздика, бадьян, мармелад или соль). После охлаждения для придания твёрдости мясу его нарезают тонкими ломтиками. Затем свинину возвращают в вок и обжаривают на масле, обычно вместе с некоторыми овощами. Чаще всего используются листья чеснока, пекинская капуста, сладкий перец и зелёный лук. |
| Шуйчжу                              | 水煮肉                 | 水煮肉               | shuǐzhǔ ròu               | Мясо помещают в крутой кипяток на 20-30 секунд, после чего достают и помещают на тарелку с отварными овощами. Намазывают перцем чили, сычуаньским перцем, чесноком и ошпаривают кипящим маслом. |

Блюда сычуаньской кухни
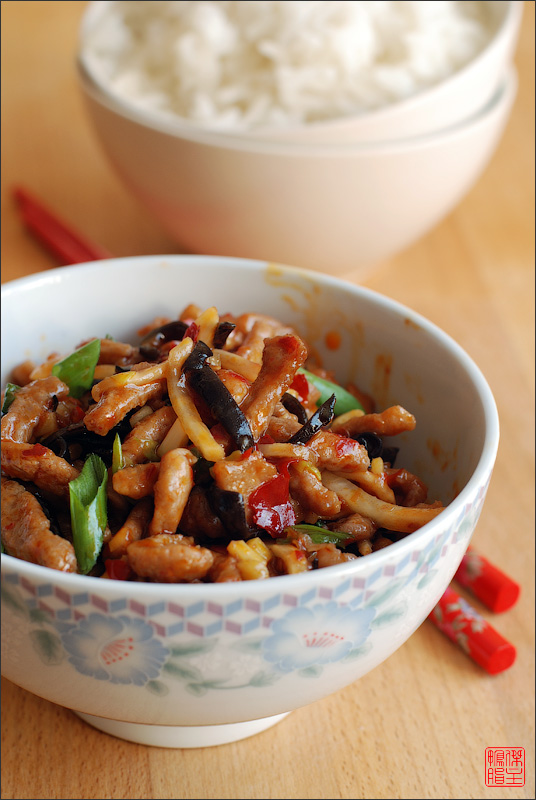
мапо-доуфу
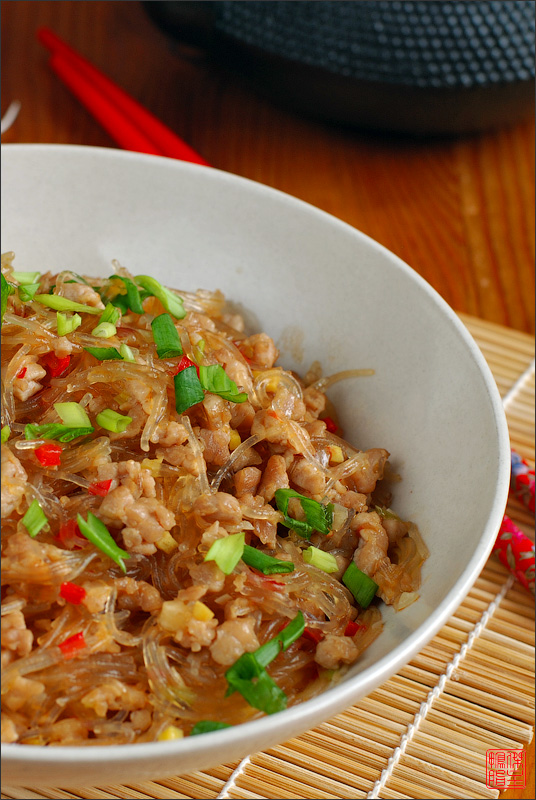
муравьи взбираются на дерево
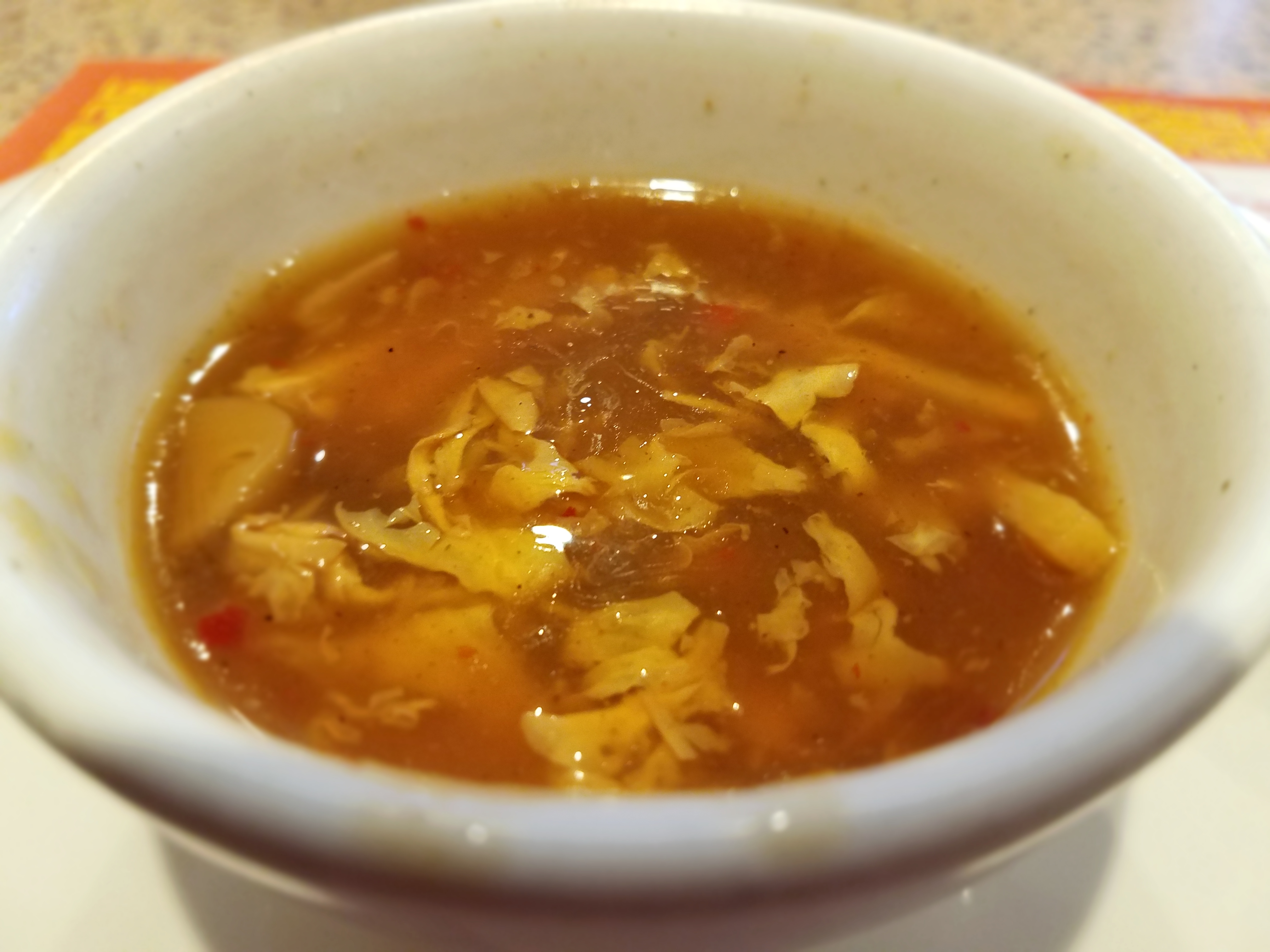
Кисло-острый суп

### Аньхойская кухня
Аньхойская кухня произошла от кулинарных традиций жителей Хуаншаньских гор в провинции Аньхой. Похожа на кухню Цзянсу, однако содержит меньше морепродуктов и больше местных трав и овощей. В Аньхое знаменито блюдо из бамбука и грибов.
Данная кухня известна своим использованием дикоросов, как с суши, так и морских, а также простыми методами приготовления. Наиболее распространённые методы приготовления — тушение и томление. Жарка и стир-фрай используются в аньхойской кухне гораздо реже, чем в других китайских кулинарных традициях. Аньхойская кухня включает три стиля: области реки Янцзы, области реки Хуанхэ и области южного Аньхоя. В этом регионе много невозделываемых полей и лесов, что обуславливает легкодоступность дикоросов, используемых в местной кухне. Кухня региона кухня тесно связана с тофу, а китайский фольклор приписывает создание тофу принцу династии Хань Лю Аню, который был родом из округа Шоу (называемого «родным городом тофу»). Согласно китайской легенде, вонючий тофу был создан аньхойским учёным Ван Чжихэ, который продавал свой продукт в Пекине, зарабатывая на жизнь после провала экзаменов. Аньхой — родина мохнатого тофу, популярной закуски.
| Русское                      | Традиционное китайское | Упрощённое китайское | Пиньинь               | Описание |
| ---------------------------- | ---------------------- | -------------------- | --------------------- | --- |
| Вонючий тофу из Багуншаня    | 八公山臭豆腐           | 八公山臭豆腐         | bāgōngshān chòu dòufǔ | Традиционная закуска в Хуайнане; также известен как «тофу четырёх сезонов» |
| Яичные клёцки                | 農家蛋餃               | 农家蛋饺             | nóngjiā dàn jiǎo      | В этих клёцках, которые обычно ассоциируются с деревенской кулинарией, для обёртывания свиного фарша используются тонкие яичные листы вместо муки |
| Чоп суэй Ли Хуньчжана        | 李鴻章雜碎             | 李鸿章杂碎           | Lǐ Hóngzhāng zásuì    | Сложный суп, несколько солёный со сладким привкусом. В суп кладут морской огурец, рыбу, кальмары, бамбук, сухой тофу, курицу, ветчину и овощи. |
| Утиное жаркое из Лучжоу      | 廬州烤鴨               | 庐州烤鸭             | Lúzhōu kǎoyā          | Блюдо из Хэфэя. |
| Картофельная вермишель       | 紅薯粉絲               | 红薯粉丝             | hóngshǔ fěnsī         | Вермишель из сладкого картофельного крахмала |
| Креветочная паста из Саньхэ  | 三河蝦糊               | 三河虾糊             | sānhé xiāhú           | Региональное блюдо, которое возникло в Саньхэ, уезд Фэйси. Креветки обжариваются с луком-пореем и соевым соусом; рисовая мука замачивается в воде, а затем добавляется к креветкам. Блюдо имеет коричневый цвет и приятный солёный вкус. Употребляют его ложкой. |
| Цинчжэн ши ва                | 清蒸石蛙               | 清蒸石蛙             | Qīngzhēng shí wā      | Блюдо, очень богатое белком |
| Уханьский императорский гусь | 吳山貢鵝               | 吴山贡鹅             | wúshān gòng'é         | История уханьского императорского гуся восходит к династии Тан. Блюдо имеет светлую окраску и ароматно-солёный вкус. |

### Шаньдунская кухня
Шаньдунская кухня известна также под названием «кухня Лу». Внесла важный вклад в императорскую и многие другие кухни, широко известна на севере Китая. Знаменита активным использованием морепродуктов, злаков и разнообразием кулинарных приёмов: бао (爆; быстрое обжаривание), лю (溜; быстрое обжаривание с кукурузной мукой), па (扒; тушение), као (烤; запекание), чжу (煮; кипячение). Сахар используется как для карамелизации, так и в сочетании со фруктами. Морепродукты подаются с бульонами, заправленными зелёным луком. Бульоны используются двух типов: обычные и молочные.
Включает два региональных подстиля:
- шаньдунского полуострова: города Фушань, Циндао, Яньтай и нескольких близлежащих. Супы используются реже, упор делается на морепродукты;
- округа Цзинань: города Дэчжоу, Тайань. Отмечается влияние японской кухни, чаще используются супы.

Хотя блюда шаньдунской кухни вне Китая менее доступны (зарубежные китайские рестораны обычно обслуживаются мигрантами из южного Китая), именно она считается одной из самых влиятельных школ китайской кухни; большинство кулинарных стилей страны развились из неё. Современные кухни Северного Китая (Пекина, Тяньцзини и северо-восточных регионов) являются ветвями шаньдунской кухни, и блюда в большинстве семей северного Китая обычно готовятся с использованием упрощённых методов данной кухни.
В период Вёсен и Осеней на территории современного Шаньдуна располагались государства Ци и Лу, каждое из которых являлось экономически и культурно развитым, имело достаточно зерна, соли и морепродуктов. Ряд наиболее ранних рецептов восходит к указанным государствам. За свои кулинарные навыки был отмечен И Я, слуга Хуана (правителя Ци). Конфуций (родившийся в Лу) замечает в «Беседах и суждениях»: «Не следует чрезмерно употреблять муку тонкого помола или куай (блюдо наподобие карпаччо), нарезанное слишком тонкими ломтиками»; «Не употребляйте в пищу продукты, которые выглядят испорченными, имеют несвежий запах, являются несезонными, неправильно разделанными или приготовленными без надлежащей приправы». Следовательно, кулинарная мысль в Шаньдуне того времени развивалась.
В виде собственно кухни она оформилась уже во времена династии Юань. Империя Юань распространялась с севера и северо-востока, через Пекин и Тянцзянь, вследствие чего данная кухня и оказала влияние на императорскую. Главным вкладом шаньдунской кухни стал уксус — отличающийся от южных сортов, как более лёгких, так и более крепких. Уксус Шаньдуня отличается от произведённых в других регионах более сложным ароматом, что и выделяет его среди них.
В настоящее время развитие транспортной сети в Китае увеличило доступность продуктов, однако повара шаньдунской кухни остаются верны традициям. Активно используют морепродукты, в том числе гребешки, креветки, моллюски, кальмары, морские огурцы. Другой особенностью этой кухни является активное использование кукурузы, редкой для Северного Китая в целом. Местная кукуруза отличается от североамериканской большим содержанием крахмала, вязкостью и травянистым ароматом. Тушат или запекают как сами ядра, так и початки целиком. Местный арахис, сладкий и ароматный по меркам Китая, также жарится как ядрами, так и в скорлупе; в ряде блюд подаётся сырым. Значительную часть рациона составляют крупы: просо, пшеница, овёс, ячмень. Из них готовятся как отвары, так и хлеб. Жители региона предпочитают хлеб именно из этих злаков рисовому, что нетипично для Китая. При этом, несмотря на развитое сельское хозяйство, разнообразные овощи в данной кухне не используются. Те же овощи, что находят применение, не являются по происхождению местными: помидоры, картофель, болгарский перец, баклажаны. Отдельно отмечают большую сладкую капусту, культивируемую в центральном Шаньдуне: её крепкие кочаны являются основой зимнего рациона на большей части территории провинции, присутствуя во многих блюдах.
Наиболее известные блюда — жареная утка, шуань-яньжоу, карп в кисло-сладком соусе, тушёное морское ушко (кит. 白扒鲍鱼), тушёный трепанг.

### Фуцзяньская кухня

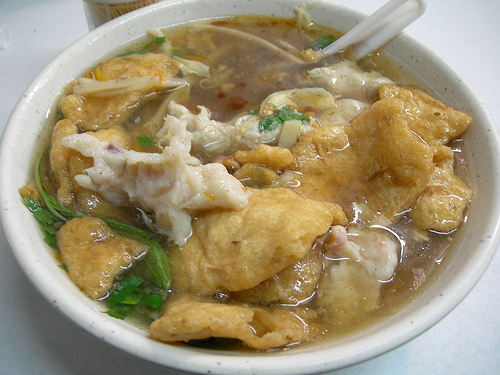
Миска фуцзяньского густого супа гэн

Фуцзяньская кухня (также известная как кухня Мин, кухня Хоккиен) распространена на берегу Фуцзяни, происходит из столицы провинции Фучжоу и испытала японское влияние. Данная кухня известна лёгкими, но ароматными, мягкими и нежными блюдами; делается упор на вкус умами, известный в китайской кулинарии как «сяньвэй» (кит. трад. 鮮味, упр. 鲜味, пиньинь xiān wèi), сохраняющий оригинальный аромат основные ингредиенты вместо их маскировки.
Кухня Фуцзяни использует множество разнообразных морепродуктов и лесных деликатесов, в том числе местную рыбу, моллюсков и черепах и местные съедобные грибы и побеги бамбука, добываемых в прибрежных и горных районах Фуцзяни. Наиболее часто используемые методы приготовления в региональной кухне включают тушение, томление, пропаривание и варку. Применяются разнообразные методики нарезки, которые помогают добиться требуемой текстуры, аромата и вкуса. В этой кухне много супов и блюд с подливкой.
У поваров Фуцзяни особое внимание уделяется мастерству владения ножом и техникам приготовления, что подчёркивает вкус, аромат и текстур морепродуктов и других продуктов. Упор делается на приготовление и использование бульонов и супов. В местной кухне есть поговорки: «Один бульон можно превратить в множество (десять) форм» (кит. трад. 一湯十變, упр. 一汤十变, пиньинь yī tāng shí biàn, палл. и тан ши бянь) и «Нет супа, нет еды» (кит. трад. 不湯不行, упр. 不汤不行, пиньинь bù tāng bù xíng, палл. бу тан бу син).
Наряду с устрицами, крабами и креветками широко используется ферментированный рыбный соус, известный как «креветочное масло» (кит. трад. 蝦油, упр. 虾油, пиньинь xiā yóu, палл. сяю). Не менее широко распространён арахис (используемый как для пикантных блюд, так и для десертов); его варят, жарят, крошат и даже готовят из него пасту. Арахис допускается как гарнир, его добавляют в супы, а также в тушёные или жареные блюда.
В кухне Фуцзяни используются следующие приправы: рыбный соус, креветочная паста, сахар, соус сача, консервированные абрикосы. Винный осадок, получаемый при сбраживании рисового вина, также находит применение. Красный дрожжевой рис используется для придания продуктам красно-розового оттенка и сладковатого вкуса.
Данная кухня оказала глубокое влияние на тайваньскую кухню и на зарубежные китайские кухни, распространённые в Юго-Восточной Азии, поскольку большинство тайваньцев и китайцев Юго-Восточной Азии имеют корни в провинции Фуцзянь.
Включает в себя четыре стиля:
- Фучжоу: вкус более лёгкий по сравнению с другими стилями, часто с равными долями кислого и сладкого. Фучжоу знаменит своими супами; широко используется ферментированный рыбный соус и красный дрожжевой рис;
- Путяньский[англ.]: происходит из прибрежного городка Путянь, известного своими блюдами из морепродуктов (ломи[англ.], моллюски доуто).
- Южнофуцзяньский: вкусы блюд более выражены, чем в стиле Фучжоу, вследствие влияния кухни Юго-Восточной Азии и Японии. Чаще используется сахар и специи (например, соус сача[англ.] и порошок пяти специй[англ.]). Встречаются различные виды супов медленного приготовления (отличные от кантонской традиции). Ко многим блюдам подают соус для обмакивания. Основные ингредиенты включают рис, свинину (свиные субпродукты считаются деликатесом), говядину, курицу, утку, морепродукты и различные овощи. Иногда включает в своё определение тайваньскую кухню[источник не указан 1604 дня].
- Западнофуцзяньский: блюдам придаётся лёгкий пряный привкус благодаря горчице и перцу, а методы приготовления часто включают пропаривание, жарение и стир-фрай. Еда более солёная и жирная по сравнению с другими частями Фуцзянь, обычно в ней больше мяса, чем морепродуктов.

| Русское                     | Традиционное китайское | Упрощённое китайское | Пиньинь                | Описание |
| --------------------------- | ---------------------- | -------------------- | ---------------------- | --- |
| Жоугуча                     | 肉骨茶                 | 肉骨茶               | ròu gŭ chá             | Буквально — «чай из свиных рёбер». Суп из свиных рёбрышек, тушёный в бульоне из трав и специй, включая звездчатый анис, корицу, гвоздику и чеснок. Обычно его едят с рисом или лапшой. |
| Баньмянь                    | 板面                   | 板面                 | bǎnmiàn                | Суп из плоской яичной лапши |
| Тушёная лягушка             | 黄燜田雞               | 黄焖田鸡             | huáng mèn tiánjī       | Лягушка, тушёная в вине |
| Будда прыгает через стену   | 佛跳牆                 | 佛跳墙               | fó tiào qiáng          | Содержит более 30 ингредиентов, в том числе акульи плавники, морское ушко, морских слизней, сушёные гребешки, утку, куриную грудку, свиные ножки, грибы, голубиные яйца и другие ингредиенты. Также известно как «искушение Будды»: по легенде, когда блюдо было приготовлено, аромат его был таков, что почуявший его буддийский монах забыл о своей клятве не есть мясного и перепрыгнул через стену, чтобы только попробовать блюдо. |
| Моллюски в курином бульоне  | 雞湯汆海蚌             | 鸡汤汆海蚌           | jī tāng cuān hǎibàng   | |
| Цуйпи юй цзюань             | 脆皮魚卷               | 脆皮鱼卷             | cuìpí yú juǎn          | Жареный творог с рыбной начинкой |
| Ганьбэй лобо                | 干貝蘿蔔               | 干贝萝卜             | gānbèi luóbò           | Белая редька, приготовленная на пару с отварным гребешком и китайской ветчиной |
| Цзуй пайгу                  | 醉排骨                 | 醉排骨               | zuì páigǔ              | Свиные рёбрышки, маринованные в вине |
| Дун би лунчжу               | 東壁龍珠               | 东壁龙珠             | dōng bì lóngzhū        | Плоды лонгана с мясной начинкой |
| У цай чжэнчжу коу           | 五彩珍珠扣             | 五彩珍珠扣           | wǔ cǎi zhēnzhū kòu     | Кальмар, тушёный с овощами |
| У цай ся сун                | 五彩蝦松               | 五彩虾松             | wǔ cǎi xiā sōng        | Кусочки овощей и креветок стир-фрай |
| Дань цзао сян ло пянь       | 淡糟香螺片             | 淡糟香螺片           | dàn zāo xiāng luó piàn | Улитки, приготовленные на винном осадке |
| Цин цзяо жоу ши             | 青椒肉絲               | 青椒肉丝             | qīng jiāo ròu sī       | Полоски свинины с зелёным перцем. В американской китайской кухне известен как перченый стейк. |
| Жареный сырой арахис        | 閩生果                 | 闽生果               | mǐn shēng guǒ          | |
| Мисуа                       | 麵線                   | 面线                 | miàn xiàn              | Китайская разновидность тонкой пшеничной лапши |
| У сян                       | 五香                   | 五香                 | wǔ xiāng               | Жареный в порошке пяти специй рулет с начинкой из свинины и овощей. На Филиппинах известен как «кикьям» или «квекьям»; в Индонезии, Малайзии и Сингапуре известен как «лор бак». |
| Устричный омлет             | 蚵仔煎                 | 蚵仔煎               | hé zǎi jiān            | Омлет с устричной начинкой |
| Баобин                      | 薄餅/潤餅              | 薄饼/润饼            | báobǐng/rùnbǐng        | Креп с начинкой из бобового или соевого соуса. Также известен как жуньбин |
| Хунцзаоцзи                  | 紅糟雞                 | 红糟鸡               | hóng zāo jī            | Цыплёнок, приготовленный в красном дрожжевом рисе |
| Фаршированные рыбные шарики | 包心魚丸               | 包心鱼丸             | bāo xīn yúwán          | Рыбные шарики с мясом |
| Яньпи                       | 燕皮                   | 燕皮                 | yàn pí                 | Тонкая обёртка из нежирной свинины. Также известна как «кожа ласточки» |

Местным деликатесом является желе из червей (кит. трад. 土笋凍, упр. 土笋冻, пиньинь tǔ sǔn dòng, палл. ту сунь дун) — заливное из сипункулид.

### Кухня Цзянсу
На формирование кухни Цзянсу повлияли кулинарные традиции Янчжоу, Нанкина, Сучжоу и Чжэньцзяна. Блюда данной кухни имеют мягкую, но не кашицеобразную, консистенцию. Она знаменита своими нежными вкусами и популярна во всём мире. Поскольку провинция Цзянсу — морская, значительную долю ингредиентов составляют рыба и морепродукты. При подборе ингредиентов наблюдается сезонность; много внимания уделяют сочетаемости вкусов и цветов.
Кухня Цзянсу называется также кухней Су; одним из основных её стилей считается хуайянский. Хотя Хуайян является небольшим регионом в масштабах провинции, его стиль рассматривается как один из четырёх самых влиятельных региональных стилей (四大菜系) наравне с кантонской кухней, кухнями провинций Шандунь и Сычуань. Внутри кухни насчитываются четыре стиля (по регионам):
- Нанкин — блюда по вкусу и цвету сочетаются с речной рыбой, креветками, уткой:
- Сучжоу — блюда имеют более интенсивный вкус, чем в нанкинском стиле, а также имеют выраженную сладость;
- Уси — в ингредиентах доминирует пресноводная рыба вследствие близости к озеру Тай. Наиболее известны из них «три белых» — белая приманка (银鱼; 銀魚; yín yú), белая рыба (白鱼; 白魚; bái yú).) и белые креветки (白虾; 白蝦; bái xiā). Наиболее общее свойство блюд — присутствие сахара и соевого соуса в форме хуншао (红烧; 紅燒; hóngshāo; «тушёное в красном»), что придаёт карамельный вкус.
- Наньтун — доминирование свежих морепродуктов, поскольку город расположен на месте впадения рек Хао и Янцзы в Жёлтое море.

| Русское                           | Традиционное китайское | Упрощённое китайское | Пиньинь            | Описание |
| --------------------------------- | ---------------------- | -------------------- | ------------------ | --- |
| Тушёные рёбрышки                  | 紅燒排骨               | 红烧排骨             | hóngshāo páigǔ     | Жареные свиные рёбра красно-золотого цвета; вкус — солоноватый, карамельный. |
| Жареные фрикадельки с клейковиной | 油面筋                 | 油面筋               | yóu miàn jīn       | Существуют в вариациях с овощами и мясом. |
| Уха из карася                     | 鯽魚湯                 | 鲫鱼汤               | jìyú tāng          | Уха из карася с овощами, молочно-белого цвета. |
| Карась, тушёный с луком           | 蔥燒鯽魚               | 葱烧鲫鱼             | cōng shāo jìyú     | Карась и лук, растушенные в карамельном сиропе. |
| Омлет с мальками                  | 銀魚炒蛋               | 银鱼炒蛋             | yínyú chǎo dàn     | Омлет или яичница с мальками. |
| Сяолунбао в стиле Уси             | 無錫小籠包             | 无锡小笼包           | Wúxī xiǎolóngbāo   | Парные пельмени, похожие на шанхайские, но гораздо более сладкие. |
| Львиные головы                    | 獅子頭                 | 狮子头               | Shīzitóu           | Тушёные фрикадельки из свинины и овощей. Существуют в «белой» (обычная) и «красной» (с соевым соусом) вариациях. |
| Хрустальные копытца               | 水晶肴蹄               |                      | Shuǐjīng yáo tí    | Свинные ножки, маринованные с анисом, имбирём и луком, впоследствии обжаренные до хрустящей корочки и замороженные в густом бульоне. Фактически — разновидность холодца.                                                                                                 |
| Нанкинская солёная утка           | 金陵盐水鸭             |                      | Jīnlíng yánshuǐ yā | Утятина, маринованная в винной смеси перца, лука, звездчатого аниса, кунжутного масла и соли. Блюдо получило название за то, что маринад является фактически перенасыщенным раствором соли: её доля в маринадной смеси превышает 2/3, а в ряде случаев достигает и 70 %. |
| Хрустящий угорь в стиле Лянси     | 梁溪脆鳝               |                      | liáng xī cuì shàn  | Угорь, обжаренный с сахарно-соевом соусе и вине до карамельной корочки. Обычно подаётся с овощами, зелёным горохом, перцем, кунжутным маслом. |

Чуть менее известны такие блюда, как янчжоуские вяленые полоски (сушёный тофу, курятина, ветчина, листья гороха) и «Прощай, моя наложница» (рагу из черепахи в вине).

### Хунаньская кухня

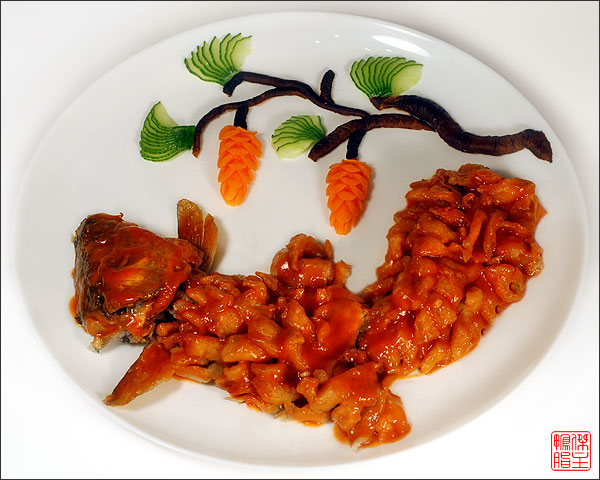
Карп-белка

Хунаньская кухня знаменита своими острыми вкусами благодаря чесноку, луку-шалоту и перцу чили (в отличие от сычуаньской, менее жирной и с более простыми вкусами), свежими запахами и яркими цветами. В этом она схожа с сычуаньской кухней, однако в отличие от сычуаньской, в хунаньской кухне используется больше копчёностей, сушёных и вяленых продуктов; большее количество чистого перца чили и необработанных продуктов; используется меньшее количество жира. Вследствие этого Хунаньская кухня считается «сухой и пряной» (кит. трад. 乾辣, упр. 干辣, пиньинь gān là, палл. гань ла). Местные блюда чаще коптят, жарят, тушат в горшочках.
Уникальным для региона ингредиентом считается приправа «мала» (кит. 麻辣, пиньинь má là, буквально: «пряный и вызывающий онемение»). В ходу сычуаньский перец, дополняющий перец чили (последний часто сушат).
При подаче блюд учитывается время года: летом трапезу начинают с холодных блюд или мяса с перцем чили; зимой — с горячего горшка. Особый «хого с уткой-мандаринкой» (кит. трад. 鴛鴦 火鍋, упр. 鸳鸯 火锅, пиньинь yuānyāng hǔogūo) примечателен тем, что разделён на две части (острую и мягкую).
Современные традиции этой кухни восходят к XVII веку. Первые сведения о продаже перцев чили в местных магазинах относятся к 1684 году (21 год правления императора Канси). Смешение множества местных стилей породило оригинальный хунаньский стиль. Основными являются стили:
- реки Сян — восходят к кулинарным традициям округов Чанша, Сянтань, Хэнъян;
- озера Дунтин — восходят к кулинарным традициям округов Юэян, Иян, Чандэ;
- западной Хунани — восходят к кулинарным традициям округов Чжанцзяцзе, Цзишоу, Хуайхуа.

| Русское                                        | Традиционное китайское | Упрощённое китайское | Пиньинь                 | Описание |
| ---------------------------------------------- | ---------------------- | -------------------- | ----------------------- | --- |
| Рисовая вермишель из Чанши                     | 長沙米粉               | 长沙米粉             | chǎngshā mǐfěn          | Острая лапша с тёртой свининой, салом и зелёным луком на густом свином бульоне |
| Тушёная говядина с рисовой вермишелью из Чанши | 常德牛肉粉             | 常德牛肉粉           | chángdé niúròu fěn      | Острая и солёная лапша с говядиной, луком-шалотом на говяжьем бульоне |
| Вонючий тофу из Чанши                          | 長沙臭豆腐             | 长沙臭豆腐           | chǎngshā chòu dòufu     | Одно из «трёх сокровищ Хунаня» |
| Вяленая ветчина с коровьим горохом             | 酸豆角炒臘肉           | 酸豆角炒腊肉         | suān dòujiǎo chǎo làròu | Острое мясное блюдо с овощным гарниром. Допускается замена коровьего гороха на каперсы. |
| Цыплёнок донган                                | 東安子雞               | 东安子鸡             | dōng'ān zǐjī            | Остро-кислая курица с хрустящей корочкой; готовится на уксусе |
| Ганьго цзи                                     | 干鍋雞                 | 干锅鸡               | gānguō jī               | Острая курица с красной фасолью, крупными кусками перца чили и грибами; растушивается на вине |
| Домашний тофу                                  | 家常豆腐               | 家常豆腐             | jiācháng dòufǔ          | Острый тофу золотисто-красного цвета со сладко-солёным вкусом |
| Семена лотоса в сахарном сиропе                | 冰糖湘蓮               | 冰糖湘莲             | bīngtáng xiānglián      | Также известен как «семена лотоса Сянтань». Одно из «трёх сокровищ Хунаня» |
| Тушёная свиная грудинка Мао                    | 毛氏紅燒肉             | 毛氏红烧肉           | Máo shì hóngshāo ròu    | Острая свинина, тушёная в рисовом вине и рисовом соусе с имбирём, чили, звездчатым анисом. Кожа и жир — студенистые, тающие во рту. Названа по имени председателя Мао, подаётся в ресторанах, специализирующихся на «кухне в стиле Мао» |
| Острая курица                                  | 麻辣子雞               | 麻辣子鸡             | málà zǐjī               | Курица с приправой мала |
| Пюре из креветок в стручках лотоса             | 蓮藕蝦仁               | 莲藕虾仁             | lián'ǒu xiārén          | Стручки лотоса, фаршированные креветочным пюре |
| Жемчужные фрикадельки                          | 珍珠肉丸               | 珍珠肉丸             | zhēnzhū ròuwán          | Острые свиные фрикадельки |
| Тыквенные пирожки                              | 南瓜餅                 | 南瓜饼               | nánguā bǐng             | Тыквенные лепёшки, по размеру похожие на котлету |
| Свинина, тёртая с овощами                      | 農家小炒肉             | 农家小炒肉           | nóngjiā xiǎo chǎoròu    | Тёртая свинина, отваренная с двумя видами перца, заправленная горчицей и соевым соусом. Допускается замена мяса на бекон, тогда блюдо жарят                                                                                             |
| Лавэй хэчжэн                                   | 臘味合蒸               | 腊味合蒸             | làwèi hézhēng           | Смесь колбасы, куриного и рыбного филе, пропаренная со стручками горчицы и перца. |
| Свиные рёбрышки в бамбуке на пару              | 竹筒蒸排骨             | 竹筒蒸排骨           | zhútǒng zhēng páigǔ     | Свиные рёбра, нарезанные мелкими дольками, пересыпанные смесью перцев, помещаются в бамбуковые трубки и варятся на пару |
| Парная рыбная голова в соусе чили              | 剁椒蒸魚頭             | 剁椒蒸鱼头           | duòjiāo zhēng yútóu     | Раскроенная рыбная голова, фаршированная смесью перца чили, горчицы и лука-шалота, на пару |
| Чаосюэя                                        | 炒血鴨                 | 炒血鸭               | chǎoxuéyā               | Утятина с кровью, двумя видами перца, имбирём и чесноком, стир-фрай |
| Жареная пряная свинина                         | 豆豉辣椒炒肉           | 豆豉辣椒炒肉         | dòuchǐ làjiāo chǎoròu   | Свинина с ферментированными соевыми бобами и перцем чили |
| Соус чили из Юнфэна                            | 永豐辣醬               | 永丰辣酱             | yǒng fēng làjiàng       | Полупрозрачный красно-коричневый соус с пшеницей и перцем чили. Одно из «трёх сокровищ Хунаня» |

Другие известные блюда — карп-белка и сельдь на пару.

### Чжэцзянская кухня
Блюда чжэцзянской кухни известны своей свежестью, умеренным ароматом и нежностью. Известные блюда — озёрная рыба в кислом соусе, лунцзинские креветки, цзунцзы со свининой в лотосовых листьях, пудра лотосового корня.

### Маньчжурская кухня
Маньчжурская кухня является кухней исторического региона Маньчжурия, который в настоящее время охватывает в основном Северо-Восточный Китай. Использует такие продукты, как пшено, просо, соевые бобы, горох, кукурузу и сорго. Сильно зависит от консервированных продуктов (квашеных, маринованных) из-за суровых зим и жаркого лета на северо-востоке Китая. Маньчжурская кухня также известна жареньем на гриле, употреблением мяса диких животных, сильными ароматизаторами, приправами, и широким использованием соевого соуса. В маньчжурской кухне больше пшеницы, чем в ханьской кухне.

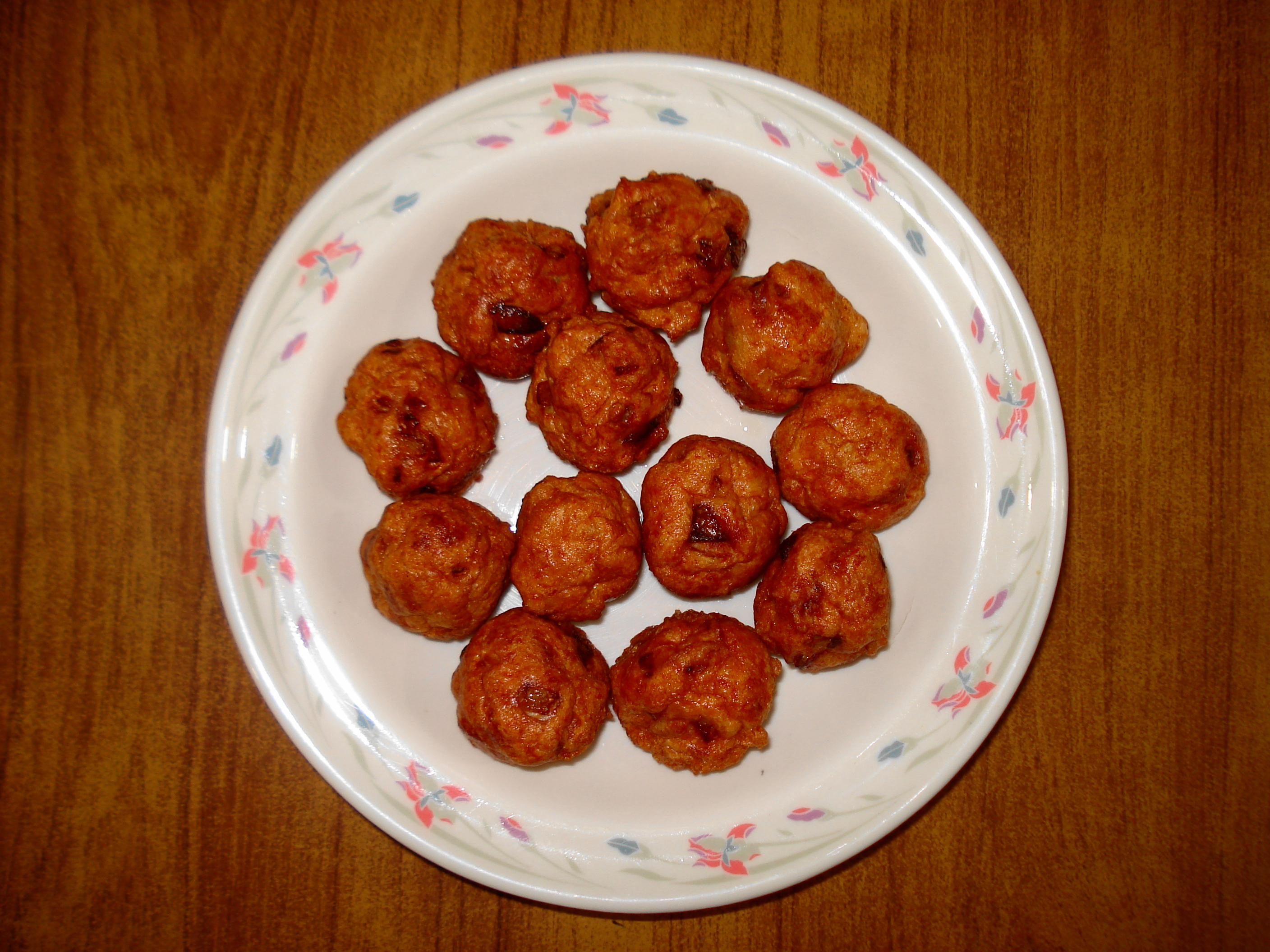
Маньчжурские куриные шарики

## Основные пищевые продукты

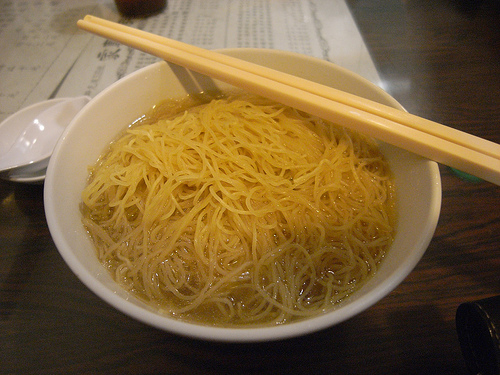
Миска супа с лапшой

Рис — главный из основных продуктов питания китайцев, чаще всего белый, употребляется в пищу варёным или жареным. Из риса готовят лапшу и блюда на пару́ (цзунцзы и другие рисовые лепёшки). Помимо использования во множестве блюд рис применяют для изготовления алкогольных напитков и уксусов.
Китайская лапша имеет множество разновидностей, отличающихся размером, текстурой, формой и составом. Некоторые виды лапши имеют символическое значение пожелания долголетия, к примеру, шоумянь. Лапшу подают с соусами и без, горячей и холодной, с добавками, а также в сухом виде.
Соя — основной ингредиент одного из главных поставщиков белка в китайском рационе — тофу, а также соевого молока, соевой пасты, соевого соуса и соевого масла — важных незаменимых продуктов.
На севере страны, в районах, где традиционно возделывают злаки, основу рациона составляют блюда на основе муки злаков — лапша, цзяоцзы, выпечка.

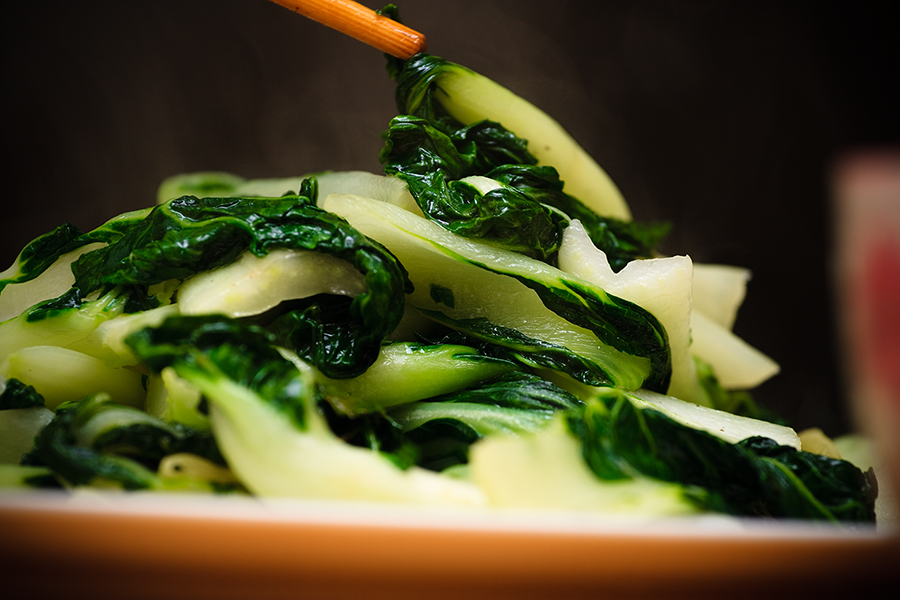
Приготовленная пекинская капуста

Популярные в Китае овощи — пекинская капуста, горький огурец, китайская брокколи, проростки бобов, стебли гороха, кресс-салат, сельдерей, листья горчицы.
Китайцы употребляют множество видов мяса: свинину (популярные блюда с ней — свинина в кисло-сладком соусе дунпо, ветчина чашао); курицу и утку (пьяная курица, хрустящая курица, гунбао, курица нищего, пекинская утка) и их яйца (столетнее и чайное яйцо), другие виды птицы (в том числе голубей), говядину (фуци-фэйпянь) и морепродуктов (салат из сырой рыбы юйшэн, морское ушко, акульи плавники).
Среди популярных приправ — имбирь, чеснок, зелёный лук, белый перец, кунжутное масло, сычуаньский перец, бадьян звездчатый, корица, укроп, кориандр, петрушка кудрявая, гвоздика. Для придания оттенков вкуса в блюда добавляют сушёные грибы, сушёных мальков креветок, сушёную мандариновую цедру и сушёный сычуаньский перец.
Основные соусы — соевый, устричный, рисовый уксус, рыбный соус, хойсинский соус.

Собачатина
Традиция употребления в пищу собачьего мяса насчитывает в Китае, Корее и некоторых других странах Азии по меньшей мере 500 лет. Из собачьего мяса обычно готовится супы и рагу. Молва приписывает блюдам из собачьего мяса свойство облегчать влияние жары, поэтому блюда из собачатины особенно популярны в летние месяцы. В современном Китае в дни летнего солнцестояния проводятся праздники поедания собачатины. Западные наблюдатели критикуют как саму традицию, как таковую, так и способы забоя собак. В 2020 году было объявлено, что в Китайской Народной Республике запретили разводить собак для продовольственных целей.

## Супы
Китайские супы также отличаются от региона к региону и следуют общим кулинарным принципам местной кухни. В дорогие супы на бульон может уходить целая курица или рыба, а в бедных регионах для супа почти никогда не брали говядину, так как буйвол использовался в хозяйстве. В целом обычно китайские супы жидкие, их можно пить. Часто подают два или более супа, однако с них никогда не начинают трапезу.
Пять основных китайских бульонов:

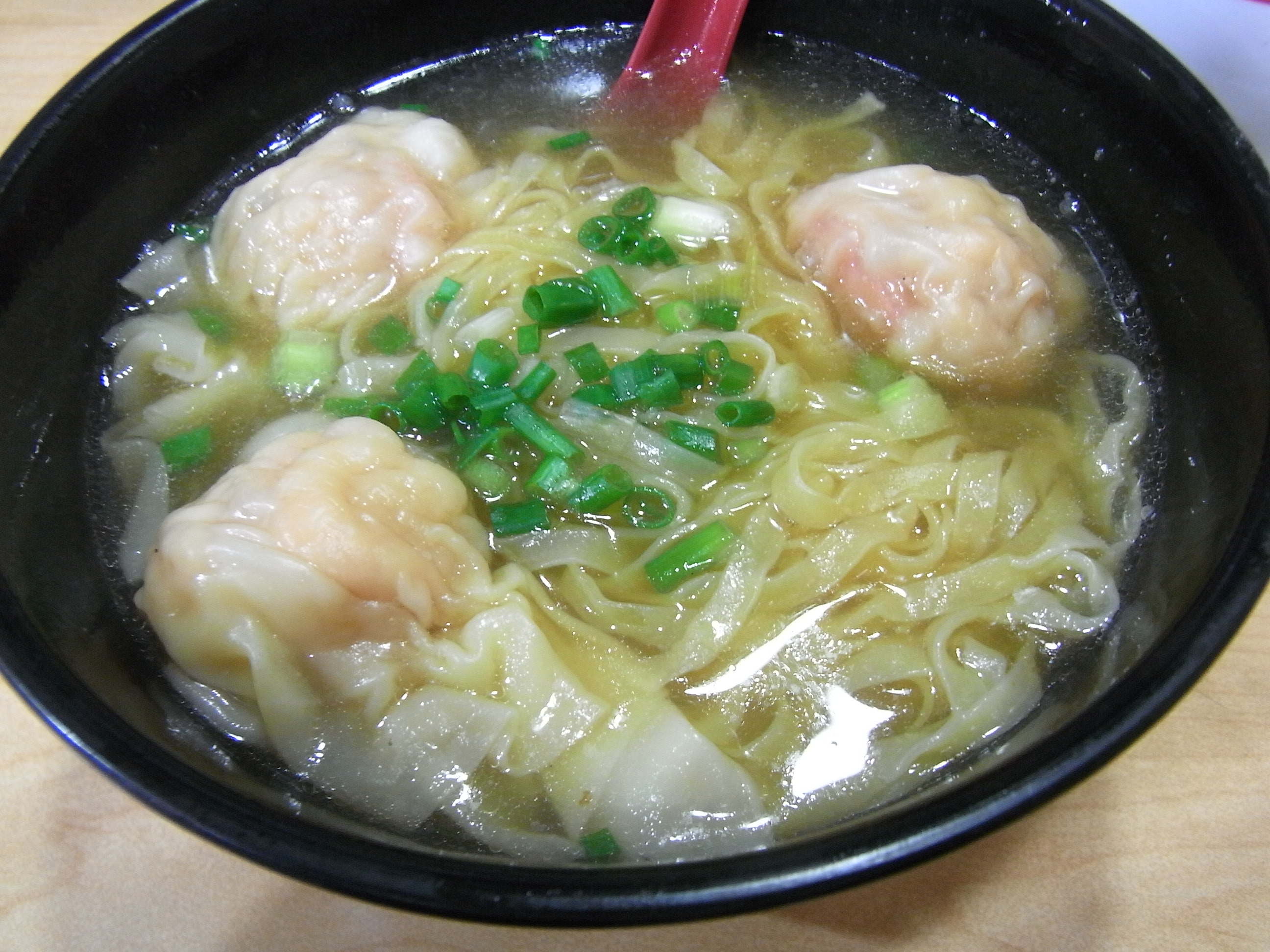
Миска супа с вонтонами

- прозрачный бульон (кит. трад. 上湯, упр. 上汤, пиньинь shàngtāng, палл. шантан): изготовляется из ветчины[англ.] и курицы, служит основой для многих дорогих супов: супа с вонтонами и супа из акульих плавников;
- куриный бульон (кит. трад. 雞湯, упр. 鸡汤, пиньинь jītāng, палл. цзитан): основа для большинства китайских супов, при готовке помимо курятины в ёмкость для варки часто добавляют лакричный корень, волчьи ягоды и другие китайские травы[англ.];
- свиной бульон (кит. трад. 瘦肉湯, упр. 瘦肉汤, пиньинь shòuròutāng, палл. шоужоутан): для приготовления долго варящихся супов используют нежирную свинину и долго варят её с сушёными травами, кореньями и грибами[32]; особенно часто используется в кантонской кухне;
- белый бульон (кит. трад. 白湯, упр. 白汤, пиньинь báitāng, палл. байтан): изготовляется из вываренных бланшированных свиных костей; часто составляет основу рамэна;
- рыбный бульон (кит. трад. 魚湯, упр. 鱼汤, пиньинь yútāng, палл. юйтан): для его приготовления используют обжаренную рыбу, которую варят несколько часов.

Ингредиенты, использующиеся для супов, могут быть приготовлены ещё раз, в этом случае бульон получается менее насыщенным и с более тонким вкусом; он носит название «второй суп» (кит. трад. 二湯, пиньинь èrtāng, палл. эртан).

## Десерты

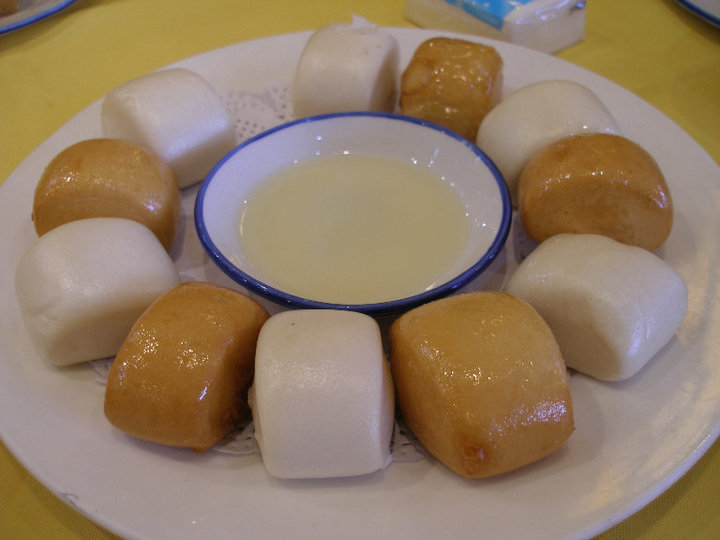
Жаренные в масле маньтоу — популярный китайский десерт, подаётся со сгущённым молоком

Наиболее часто в качестве десерта после трапезы подают свежие фрукты по сезону. Помимо них с чаем и в течение приёма пищи или в конце подают разнообразные десертные блюда.
Сладкие супы — доухуа — мягкий тофу с сиропом, очень дорогой сладкий суп из черепахи гуйлиндао, пудинг из тапиоки, фикусовое и травяное желе. Помимо этого, разнообразны мучные кондитерские изделия — сладкие рисовые лепёшки хунгуйго, рисовое пирожное, танъюань, юэбин, няньгао, конфеты, конфеты «Борода Дракона». Вопреки популярным представлениям, в Китае не готовят печенья с предсказаниями.
Кондитерские изделия употребляют сырыми, запечёнными, жареными и варёными (к примеру, мучные кондитерские изделия обычно варят на пару́).
По всей стране доступны мороженое и ледяная стружка со сладкими сиропами.

## Напитки

### Чай
Китайский чай употребляется с различными закусками — димсамами, орехами, сухофруктами (особенно часто с зизифусом), сладостями, дынными семечками и ягодами. Китай был первой страной, где стали пить и культивировать чай, причём этот напиток был доступен людям всех классов.

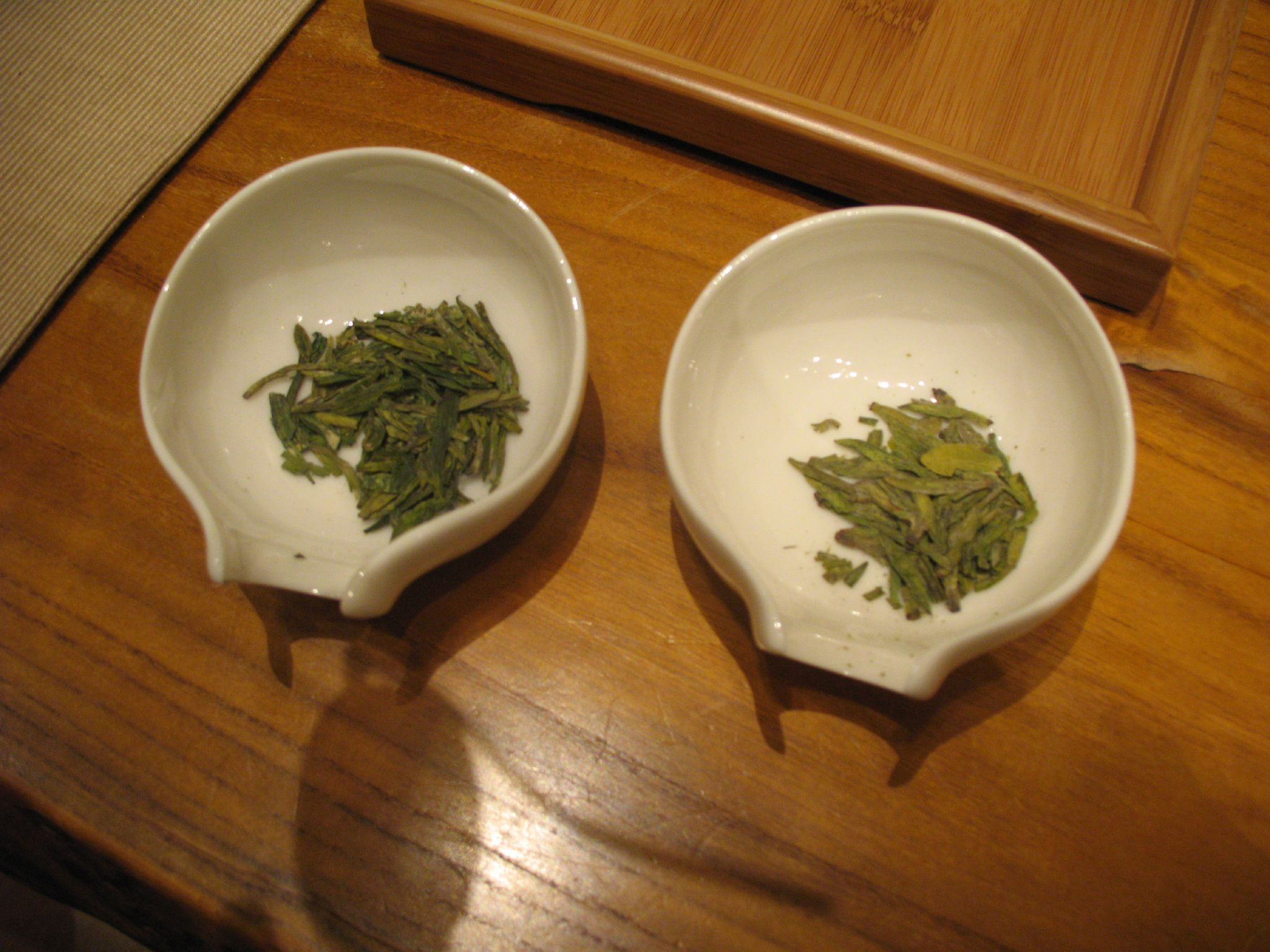
Лунцзинский чай, один из знаменитых китайских чаёв

В разные эпохи чай осмыслялся по-разному. Первые упоминания о чае относятся ко временам Хань: листья камелии предписывалось отваривать в солёной воде, а полученный отвар считался лекарственным. Именно после запрета ханьских императоров на хирургические вмешательства китайские медики стали активно использовать траволечение; чай стал популярен за доступность и тонизирующий эффект. Во времена южных и северных династий листья перестали отваривать, ограничившись завариванием в кипятке. Ко временам Суй чай из лекарственного стал столовым напитком. Фундаментальный труд Ча цзин за авторством Лу Юя бал написан в правление Тан.
Китайский чай часто делят на разные категории, по растению-ингредиенту, региону, методу производства. Известны зелёный, белый, чёрный, прессованный чаи и улун. Самые крупные плантации чая находятся в Хэйлунцзяне, Цзяннане, Нинбо и на юго-западе страны. Знаменитые чаи — Лунцзин, Би Ло Чунь, Хуаншань Маофэн, Пуэр. Китай — крупнейший экспортёр зелёного чая.
Травяные чаи готовят, в основном, из засушенных цветов, листьев, семян и зерна.

### Молоко
В древности китайцы пили молоко, однако начиная с династии Тан и до недавнего времени они избегали его, частично из-за ассоциаций со скотоводами-варварами, частично из-за малой экономической эффективности молочного животноводства в муссонном климате. Часть китайцев имеет врождённо-культурную непереносимость лактозы.
Однако в XX веке ситуация изменилась, и в некоторых регионах западная еда, особенно молоко, стали новым символом китайской семьи.

### Алкогольные напитки
Китайские алкогольные напитки появились в глубокой древности. Со времён династии Шан сохранилось множество контейнеров, которые, вероятно, использовались для алкогольных напитков.
«Жёлтое вино» (хуанцзю), производимое из риса с древних времён, в этом напитке 10-15 % алкоголя. Наиболее популярные марки жёлтого вина — Шаосинское и Те Цзя Фань. Рисовое вино мицзю напоминает саке.
Другая популярная разновидность китайских алкогольных напитков — байцзю (белое, фильтрованное вино). Крепость байцзю составляет около 60 градусов.
Распространены также пиво и экзотические вина вроде настойки на змеях.

## Этикет
В процессе трапезы нужно хвалить еду и мастерство повара. Если на столе лежит рыба, то её нельзя переворачивать в случае, если за столом есть моряк, или кто-нибудь из присутствующих имеет друга или родственника-моряка. Если китайцы идут в заведение общественного питания, то платит тот, кому дают единственное на стол меню. При поедании пищи допустимо издавать громкие звуки, чавкать. Упавшую еду не поднимают с пола.
Использование палочек для еды предполагает следование некоторым правилам:
- для того, чтобы взять еду из общего блюда, при отсутствии отдельных палочек для этого, следует перевернуть палочки и положить пищу толстыми концами палочек[44];
- нельзя передавать еду из палочек в палочки[44];
- нельзя втыкать палочки вертикально в рис[42][44][45];
- если подано мясо на костях, следует держать кость палочками и объедать мясо вокруг них[42];
- нельзя протыкать еду палочками[46], в случае больших кусочков следует откусывать от них[44];
- не следует размахивать палочками или указывать на что-либо ими[46]
- при поедании супа твёрдые кусочки следует съесть палочками, а бульон выпить с помощью ложки[44];
- палочками не двигают тарелки[44][46];
- после использования палочки кладут на специальные маленькие подставки или на край тарелки[42][46].

## Популяризация на Западе
Многочисленные рестораны и закусочные «китайской кухни» на Западе.
- «How to Cook and Eat in Chinese» (1945) — практическое руководство, написанное Бувэй Янчжао (1889—1981, имя при рождении Ян Бувэй кит. трад. 楊步偉, упр. 杨步伟, пиньинь Yáng Bùwěi), супругой знаменитого лингвиста Чжао Юаньжэня (1892—1982).